# آنیما (آلبوم تام یورک)
| بررسی جمعی     | بررسی جمعی |
| منبع           | رتبه‌بندی   |
| -------------- | ---------- |
| متاکریتیک      | 85/100     |
| بررسی انتقادی  |            |
| منبع           | رتبه‌بندی   |
| مجله کِلَش       | 9/10       |
| گاردین         | [ ۵ ]      |
| ایندیپندنت     | [ ۶ ]      |
| ان‌ام‌ئی         | [ ۷ ]      |
| روزنامه الان   | [ ۸ ]      |
| پیچفورک        | 8.3/10     |
| رولینگ استون   | [ ۱۰ ]     |
| روزنامه تلگراف | [ ۱۱ ]     |

آنیما (به انگلیسی: ANIMA) سومین آلبوم انفرادی خواننده گروه ریدیوهد، تام یورک است که در تاریخ ۲۷ ژوئن ۲۰۱۹ توسط ایکس‌ال رکوردینگز منتشر شد. یورک به همراه تهیه کنندهٔ قدیمی آثار خود، نایجل گادرک، انیما را از طریق اجرای زنده و کارهای استودیویی توسعه داده و ضبط کردند. این آلبوم با فیلمی کوتاه با همین نام به کارگردانی پل توماس اندرسون در نتفلیکس و در تئاتر آیمکس همراه شد و توسط یک تور آمریکای شمالی و آسیایی مورد پشتیبانی قرار گرفت.

## نوشتن و ضبط
یورک، انیما را پس از یک دوره افسردگی و اضطراب نوشت. یورک با الهام از موزیسین موسیقی الکترونیک، استیون الیسون (فلایینگ لوتوس) و با همکاری تهیه کنندهٔ قدیمی تیم خود، نایجل گادرک، اینما را از طریق اجرای زنده و کار استودیویی گسترش و توسعه داد. یورک آهنگ‌های ناتمام آلبوم "Sprawling" از "گادرک" را ارسال می‌کرد و گادرک آهنگ‌ها را به نمونه‌ها و حلقه‌های کوتاه‌تر ویرایش می‌کرد که یورک آنها را نوشته بود. آنها چندین آهنگ "انیما" را از جمله قطعه "خبری نیست" را در تورهای آلبوم "جعبه مدرن فردا" اجرا کردند. "همخوانی بامدادی" نام یکی از آهنگ‌های قدیمی گروه ریدیوهد بود که در طول سال ۲۰۰۸ اجرا شد و بعدها به عنوان نام شرکتی که توسط گروه تشکیل شده بود، استفاده شد. درامر ریدیوهد، فیلیپ سلوی، در ساخت قطعه «گره‌های ناممکن» همکاری کرد و جوئی وارونکر، درامر اتمز فور پیس، در پایان قطعه «تبر» ظاهر شد.

## موسیقی و اشعار
انیما شامل موسیقی الکترونیک با «لایه‌های الکترونیکی تداخل آوایی و تحلیل نویزها (سروصدا) همراه است». یورک گفت که تم اهنگها شامل اضطراب و دیستوپیا (ویران شهر) هستند: «به دلایلی فکر کردم این کار قطعاً راه خیلی خوبی برای ابراز خلاقانهٔ اضطراب در یک محیط ویران شهری است.» عنوان انیما، اشاره به مفاهیم روان درمانی کارل گوستاو یونگ از آنیما و آنیموس دارد که از «وسواسی» که یورک نسبت به رؤیاها دارد نشات گرفته شده‌است.

## پیشرفت و انتشار
انیما در تاریخ ۲۷ ژوئن ۲۰۱۹ به صورت فایل دانلود و رسانه جاری منتشر شد، که در ۱۹ ژولای ۲۰۱۹ به دنبال آن، سی‌دی و نسخه‌های وینیل منتشر خواهد شد. انتشار آلبوم‌ها توسط یک تور آمریکای شمالی پشتیبانی می‌شود.
قبل از اعلام انتشار آن، انیما با یک کمپین بازاریابی ویروس وار ارتقا یافت. در ماه ژوئن ۲۰۱۹، پوسترهای تبلیغاتی از آلبوم و «انیما تکنولوژی» در شهرهای سراسر جهان دیده می‌شد. انیما تکنولوژی شرکتی است که ادعا می‌کرد رویاهای از دست رفته را با یک «دوربین رؤیایی» بازیابی می‌کند. تماس با شماره تبلیغ شده منجر به یک پیام شد و به این نتیجه رسید که انیما تکنولوژی پس از فعالیت‌های غیرقانونی «دستگیر» شد که به دنبال آن بخشی از آهنگ «خبری نیست» ساخته شد. پس از آن تصاویری از نقاط لندن به چشم می‌خورد.
یورک خبر انتشار این آلبوم را در رسانه‌های اجتماعی در تاریخ ۲۰ ژوئن اعلام کرد. این آلبوم همچنین به همراه یک فیلم ۱۵ دقیقه‌ای با عنوان انیما، به کارگردانی پل توماس آندرسون، که در برخی از سینماهای آیمکس نشان داده شده‌است و در نتفلیکس منتشر شد.

## لیست آهنگ‌ها
تمام اشعار توسط تام یورک نوشته شده‌است؛ تمام موسیقی‌ها توسط یورک و نایجل گادرک ساخته شده‌اند.
| شماره      | نام                                                       | مدت   |
| ---------- | --------------------------------------------------------- | ----- |
| ۱.         | «ترافیک»                                                  | ۵:۱۷  |
| ۲.         | «آخرین چیزی که شنیدم … (او در حال غرق شدن در فاضلاب بود)» | ۵:۰۶  |
| ۳.         | «پیچ»                                                     | ۷:۰۳  |
| ۴.         | «همخوانی بامدادی»                                         | ۵:۲۳  |
| ۵.         | «من آدم بسیار خشنی هستم»                                  | ۳:۴۴  |
| ۶.         | «خبری نیست»                                               | ۳:۵۷  |
| ۷.         | «تبر»                                                     | ۶:۵۹  |
| ۸.         | «گره‌های ناممکن»                                           | ۴:۱۹  |
| ۹.         | «راه‌آهن»                                                  | ۵:۵۶  |
| مجموع مدت: | مجموع مدت:                                                | ۴۷:۴۴ |

| ترک هدیه در وینیل | ترک هدیه در وینیل                    | ترک هدیه در وینیل |
| شماره             | نام                                  | مدت               |
| ----------------- | ------------------------------------ | ----------------- |
| ۱۰.               | «(خانم‌ها و آقایان، ممنونم که آمدید)» | nil               |